# Michael Wittgraf
Michael Wittgraf ((Minnesota), 1962) is een Amerikaans componist, muziekpedagoog, dirigent en fagottist.

## Levensloop
Wittgraf studeerde eerst wiskunde aan het Carleton College in Northfield (Minnesota), waar hij zijn Bachelor of Arts behaalde. Vervolgens studeerde hij muziektheorie en compositie aan de Universiteit van Minnesota in Minneapolis en behaalde aldaar zijn Master of Musical Arts. Zijn studies voltooide hij aan de Northwestern-universiteit in Evanston (Illinois) en promoveerde tot Doctor of Musical Arts in compositie. Tot zijn compositie leraren behoorden: Dominick Argento, Andrew Imbrie, M. William Karlins, Alan Stout, Jay Alan Yim, Alex Lubet en Phillip Rhodes.
In 2005 was hij docent aan zijn Alma Mater, het Carleton College in Northfield (Minnesota). Vervolgens was hij docent aan de Northwestern-universiteit in Evanston (Illinois) en aan het St. Mary's College. Sinds 1998 is hij professor in muziek aan de Universiteit van North Dakota in Grand Forks. Hij is leraar voor compositie, muziektheorie en fagot.
Als componist was hij in verschillende wedstrijden succesrijk, onder andere won hij tijdens het University of Minnesota Craig and Janet Swan Sesquicentennial Commissioning Project en de American Society of Composers, Authors and Publishers (ASCAP)/Nissim Foundation Composition Contest. Verder de Ladislav Kubik Internationaal Prijs in compositie alsook de Modern Chamber Players International Composition Contest. Tot nu (2009) schreef hij meer dan 60 werken voor orkest, harmonieorkest, koren, kamermuziek, concerten, vocale muziek en elektronische muziek.

## Composities

### Werken voor orkest
- 1994 Event, voor orkest
- 1996 ...so everything doesn’t happen all at once, voor kamerorkest
- 1997 A Marriage of Seasons, voor orkest
- 2003 Prelude, voor orkest
- 2007 Landmarks, voor orkest
- 2008 Winds of Freedom, voor jeugdorkest

### Werken voor harmonieorkest
- 1998 Fanfare on a North Dakota Theme, voor harmonieorkest
- 2006 The Great Plains, voor harmonieorkest
- 2006 Festival Music, voor harmonieorkest
- 2007 Landmarks, voor harmonieorkest

### Werken voor koren
- 2004 The House, voor gemengd koor, orkest of gemengd koor en harmonieorkest - tekst: Ralph Waldo Emerson
- 2004 Ode to Quinbus Flestrin, voor achtstemmig gemengd koor (SSAATTBB) - tekst: Alexander Pope

### Vocale muziek
- 2000 Three Songs, voor sopraan en piano - tekst: Terry Jacobson
  1. Chocolate Ditches
  2. Revolt
  3. Dry Soil – Dry Thoughts
- 2002 Night, voor sopraan, klarinet en geluidsband
- 2003 Township Fifty-Five North, vijf liederen voor bariton en piano - tekst: vanuit documenten van Presidenten van de Verenigde Staten rond 1900, meestal van William McKinley en Theodore Roosevelt
- 2006 Paradoxes, voor sopraan, dwarsfluit en slagwerk 
  1. Zeno of Elea
  2. Thompson's Lamp
  3. Complement

### Kamermuziek
- 1991 Conversation, voor hobo (of dwarsfluit of sopraansaxofoon) en klarinet
- 1992 Dances, voor altviool en piano
- 1993 Bearing, duet voor sopraan- en altsaxofoon
- 1993 Wrought Gold, voor trombonekwartet
- 1994 Meditation and Hoolerei, voor klarinet, cello en piano
- 1995 Dihedral Groups, voor trompet, hoorn en trombone
- 1995 Theme and Five Interpolations, voor cello en slagwerk
- 1996 Theme and Four Interpolated Interpolations, voor hoorn en contrabas
- 2000 Fluid, Stone, and Heresy, voor twee sopraansaxofoons, twee tenorsaxofoons, cello, piano, slagwerk en geluidsband
- 2000 First Frost, voor dwarsfluit en gitaar
- 2001 The Mutable Lens, voor strijkkwartet
- 2001 Variations on “The Erie Canal”, voor koperkwintet
- 2003 Three Pieces, voor vier fagotten
- 2003 Child's Play, voor klarinet en slagwerk
- 2003 The Nature of a Circle: The Cycle of Lewis and Clark, voor strijkkwartet
- 2005 Sagacity's Perdition, voor basklarinet, slagwerk en piano
- 2005 Canon, voor vier contrabassen
- 2006 Septet for Winds, voor dwarsfluit, hobo, klarinet, fagot, hoorn, trompet en trombone
- 2007 Atmosphere, voor dwarsfluit en orgel
- 2008 Fanfare to the Memory of JFK, voor trompet-ensemble

### Werken voor orgel
- 2002 Threefold Wellspring
- 2003 Fugue on "Stand up and Cheer"

### Werken voor piano
- 2004 Fantasy Variations: Twelve Bells
- 2006 Pneumonia
- 2007 Influenza
- 2008 Insomnia

### Werken voor gitaar
- 1994 Summer and a Half
- 1995 Manifold
- 1997 Pythagorean Triple

### Werken voor slagwerk
- 1998 The Counterfeit Reality, voor vijf slagwerkers
- 2006 Fess, Etc., voor solo slagwerk

### Elektronische muziek
- 1995 Inversation, voor geluidsband
- 1996 Impend, voor geluidsband
- 2005 My Children Mock Us, voor geluidsband
- 2007 Dronelet 1, voor 4-kanaal geluidsband
- 2007 Dronelet 2, voor 4-kanaal geluidsband
- 2008 Squeeze Play, voor geluidsband
- 2008 Tensile Silence, voor geluidsband
- 2008 Executive Order, voor KYMA X, MIDI Wind Controller